# Решетиха
Решетиха (рос. Решетиха) — робітниче селище в Володарському районі Нижньогородської області Російської Федерації.
Населення становить 6548 осіб. Входить до складу муніципального утворення робітниче селище Решетиха.

## Історія
Від 2009 року входить до складу муніципального утворення робітниче селище Решетиха.

## Населення
| 1959  | 1970  | 1979  | 1989  | 1999  | 2002  | 2008  |
| ----- | ----- | ----- | ----- | ----- | ----- | ----- |
| 7394  | ↗7749 | ↗8196 | ↘8165 | ↗8300 | ↘7482 | ↘7061 |
| 2009  | 2010  | 2011  | 2012  | 2013  | 2014  | 2015  |
| ↘6999 | ↘6775 | ↘6773 | ↗6837 | ↘6826 | ↗6889 | ↘6868 |
| 2016  | 2017  |       |       |       |       |       |
| ↘6806 | ↘6750 |       |       |       |       |       |